# Петер Август (Шлезвиг-Холщайн-Зондербург-Бек)
Петер Август фон Шлезвиг-Холщайн-Зондербург-Бек (на немски: Peter August von Schleswig-Holstein-Sonderburg-Beck; на руски: Пётр Август Фридрих Гольштейн-Бекский; * 7 декември 1697, Кьонигсберг, Прусия; † 22 март 1775, Ревал) от странична линия на Дом Олденбург, е титулар-херцог на Шлезвиг-Холщайн-Зондербург-Бек (1774 – 1775) и генерал-фелдмаршал. От 1743 до 1753 г. той е генерал-губернатор на Ревал (Талин) и губернатор на Естония. През 1758 г. е руски генерал-фелдмаршал.

## Произход
Той е най-малкият син на херцог Фридрих Лудвиг фон Шлезвиг-Холщайн-Зондербург-Бек (1653 – 1728) и Луиза Шарлота фон Шлезвиг-Холщайн-Зондербург-Августенбург (1658 – 1740), дъщеря на херцог Ернст Гюнтер фон Шлезвиг-Холщайн-Зондербург-Августенбург.
Неговата гробна капела се намира в църквата Св. Николай в Талин.

## Фамилия
Първи брак: на 5 септември 1723 г. в Ринтелн със София фон Хесен-Филипстал (* 6. април 1695; † 9 май 1728), дъщеря на ландграф Филип фон Хесен-Филипстал. Двамата имат децата: 
- Карл (октомври 1724 – март 1726)
- Карл Антон Август (* 10 август 1727; † 12 септември 1759), женен 1754 за графиня Шарлота фон Дона-Лайстенау (1738 – 1786)
- Улрика Амелия Вилхелмина (* 20 май 1726, умира малко след това)

Втори брак: на 15 март 1742 г. в Санкт Петербург с графиня Наталия Николаиевна Головин (* 4 септември 1724; † 8 януари 1767), дъщеря на граф Николас Федорович Головин. Те имат децата:
- Петер (* 1 февруари 1743; † 3 януари 1751)
- Александер (*/† 1744)
- Катарина (* 23 февруари 1750; † 10 декември 1811), омъжена 1767 за княз Иван Сергеевич Барятински (1738 – 1811), и баба на фелдмаршал Александър Иванович Барятински